# Billionaire Couture
Billionaire Couture est une marque de prêt-à-porter de luxe italienne pour hommes, fondée en 2005 par l'italien Flavio Briatore.

## Histoire
En 2005, Flavio Briatore, ex-directeur commercial de Benetton et ancien dirigeant de formule 1, fonde Billionaire Couture.
Onze ans plus tard, il cède Billionaire Couture au créateur allemand Philipp Plein,, qui détient aussi Plein Sport ainsi qu'une marque éponyme.
En 2018, la marque est présente en Italie, Grande-Bretagne, Russie, Ukraine, Roumanie, au Moyen-Orient et en Afrique du Sud. En France, elle est distribuée à Paris depuis mai 2017.